# Sparta Amfi
Sparta Amfi er hjemmearenaen for ishockeyholdet Sparta Sarpsborg, en del af sportsholdet Sparta Sarpsborg IL. Hallen er Norges ældste, og blev bygget på dugnad. Det blev afsluttet i 1963 ved Brevik lige uden for Sarpsborg by.
Publikumsrekorden i Sparta Amfi er 6000, men kapaciteten er reduceret til 3450. Hallen blev genopbygget efter sæsonen 2011/2012, hvilket blandt andet gav salen en publikumskapacitet på 3900.
Anlægget har to isoverflader. Det nyeste blev officielt åbnet den 25. januar 2007 i en separat, nybygget hal ved siden af selve amfiteatret. Den nye hal kaldes "' Hafslund Ungdomshall '". I forbindelse med ungdomshallen blev der bygget en ny café, nye fitnessrum og en ny hovedindgang til begge haller. Ungdomshallen har bidraget til, at unge og lovende spillere har øget deres træning.
Ud over at være hjemmearenaen for Sparta Warriors, er Sparta Amfiteater opført som hjemmebane for Borgen Ishockeyklubb og Varteig Ishockeyklubb , og var også hjemsted for mossholdet Moss Hockey før der blev bygget en skøjtebane i Moss.